# Мокруша (Красноярский край)
Мокруша — село в Канском районе Красноярского края. Административный центр Мокрушинского сельсовета.
В селе имеются: средняя общеобразовательная школа, сельский Дом культуры, библиотека и фельдшерско-акушерский пункт.

## История
Деревня Мокруша была основана в 1829 году. По данным 1926 года в Мокруше имелось 261 хозяйство и проживало 1182 человека (570 мужчин и 612 женщин). В национальном составе населения преобладали русские. В административном отношении деревня являлась центром Мокрушинского сельсовета Канского района Канского округа Сибирского края.

## Население
| 1926 | 2010 |
| ---- | ---- |
| 1182 | ↘930 |

## Известные уроженцы
- Сосновский, Сергей Валентинович  (1955—2022) — советский и российский актёр, народный артист Российской Федерации (2004).